# Ernst Kraft Wilhelm Nusselt
Ernst Kraft Wilhelm Nusselt (Nuremberg, 25 novembre 1882 - Munich, 1er septembre 1957) est un physicien allemand. C'est un pionnier dans l'étude de transfert par convection. Son nom reste attaché au nombre adimensionnel auquel son nom a été donné, le nombre de Nusselt {\displaystyle Nu}..

## Biographie
Ernst Kraft Wilhelm Nusselt nait à Nuremberg en 1882 de Johannes Nusselt et Pauline Fuchs Nusselt. Il fait des études en ingénierie mécanique à Munich, puis à Berlin. Il obtient un doctorat en ingénierie mécanique à Munich.

## Travaux scientifiques
C'est un pionnier dans l'étude de transfert par convection. Son nom reste attaché au nombre adimensionnel auquel son nom a été donné, le nombre de Nusselt {\displaystyle Nu}. Nusselt a utilisé l'analyse dimensionnelle pour développer des solutions aux problèmes de transfert thermique dans les fluides, où les solutions analytiques étaient trop compliquées. Ses principaux travaux sont :
- The Basic Law of Heat Transfer en 1915, sur la conductivité dans les matériaux isolés et sur les coefficients de convection, où apparaît notamment le nombre de Nusselt.
- The Film Condensation of Steam en 1916, où il décrit le film de condensation de n'importe quel liquide.

En 1930, il fait une description sur les similarités entre transfert de masse et transfert d'énergie. Ces travaux seront ensuite principalement tournés vers des applications industrielles. Ils aborderont  les transferts par rayonnement et les transferts lors d'une combustion. 

## Nombre de Nusselt
Le nombre de Nusselt est une mesure de l'intensité d'un échange thermique. Il représente le rapport de la résistance conductive sur la résistance convective.
{\displaystyle Nu_{L}={\frac {hL}{\lambda _{f}}}}
h : coefficient de convection
L : dimension caractéristique de l'écoulement
{\displaystyle \lambda _{f}} : conductivité thermique du fluide
La dimension caractéristique dépend de la géométrie en présence. Dans le cas d'un écoulement dans une conduite, on prendra le diamètre de la canalisation, ou le diamètre hydraulique si la conduite n'a pas une section circulaire. Dans le cas d'une plaque plane, on prendra la longueur de la plaque, ou l'abscisse à compter du bord d'attaque de la plaque.
Comme tout nombre sans dimension, la valeur du nombre de Nusselt dépend fortement des grandeurs de référence que l'on choisi, et de la signification physique que l'on entend lui donner (local ou global par exemple). Il est notamment important de savoir, lors de l'utilisation d'une corrélation, si le coefficient de convection h a été défini par rapport à une température de référence fixe, ou à une température de mélange locale.